# Phellinus ferrugineovelutinus
Phellinus ferrugineovelutinus är en svampart som först beskrevs av Henn., och fick sitt nu gällande namn av Leif Ryvarden 1972. Phellinus ferrugineovelutinus ingår i släktet Phellinus och familjen Hymenochaetaceae.   Inga underarter finns listade i Catalogue of Life.